# 約納斯·熱邁蒂斯-維陶塔斯

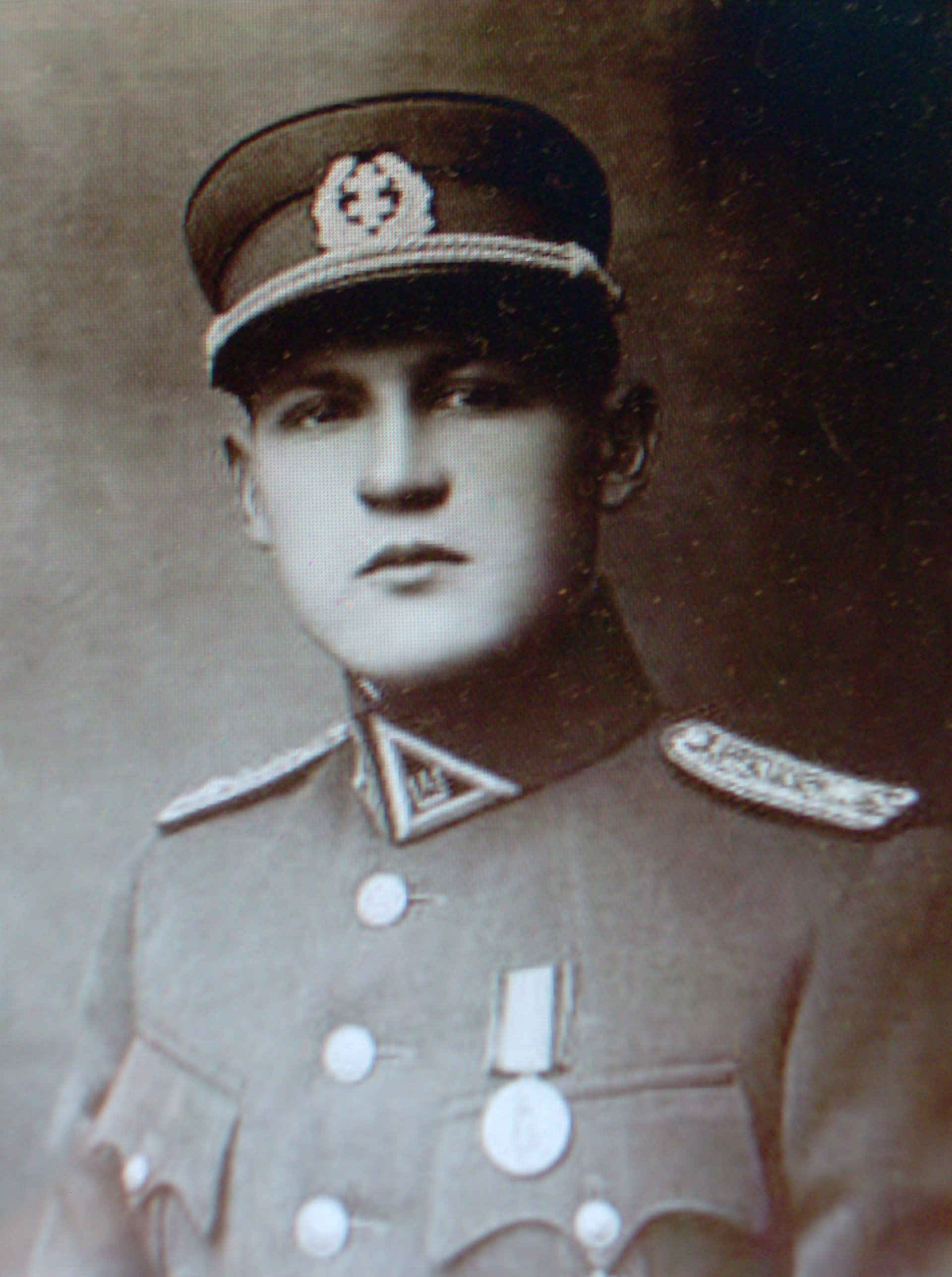
约纳斯·热迈蒂斯

约纳斯·热迈蒂斯-维陶塔斯（1909年3月15日—1954年11月26日）是立陶宛游击队领袖，曾率军武装抵抗苏联侵占立陶宛。1953年5月，苏联特务发现了热迈蒂斯的藏身处，热迈蒂斯最终被捕。被送到莫斯科后，热迈蒂斯遭到拉夫连季·贝利亚审讯，最后于1954年在布提爾卡監獄被处决。立陶宛取得独立后，立陶宛方面追认其为国家元首。